# E35
La ruta europea E35 és una carretera que forma part de la Xarxa de carreteres europees. Comença a Amsterdam (Països Baixos) i finalitza a Roma (Itàlia). Té una longitud de 1817 km. Té una orientació de nord a sud i passa pels Països Baixos, Alemanya, Suïssa i Itàlia.

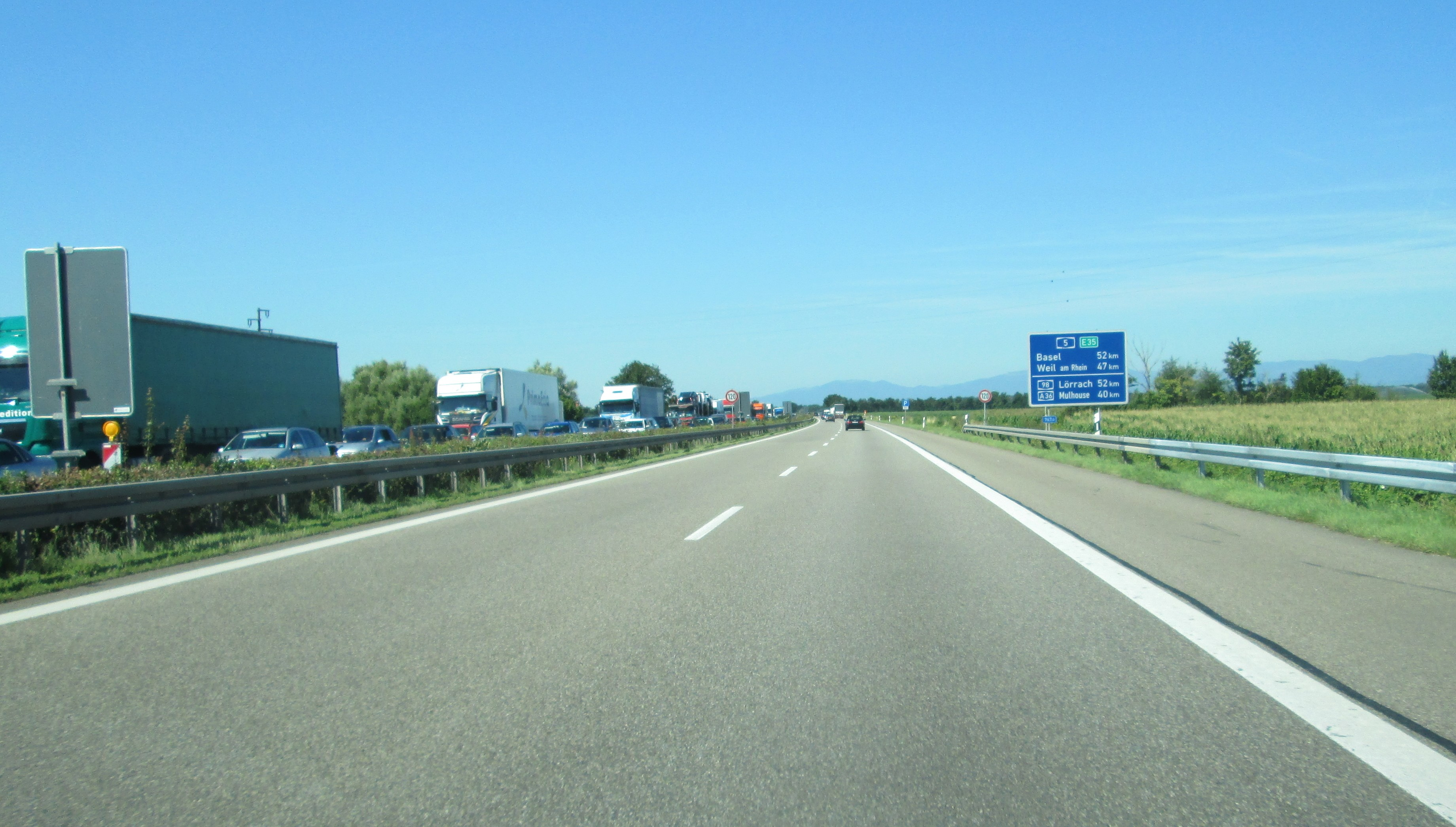
Ruta de l'E35 a Alemanya.